# Tancredi di Sicilia
Tancredi di Sicilia, o anche Tancredi di Lecce (Lecce, 1138 circa – 20 febbraio 1194), è stato un sovrano normanno, conte di Lecce (1149-1154 e 1169-1194) e poi re di Sicilia (1189-1194).

## Biografia

### Conte di Lecce
Tancredi, figlio naturale di Ruggero III di Puglia (il figlio maggiore di Ruggero II di Sicilia) e di Emma dei conti di Lecce (figlia di Accardo II), divenne conte di Lecce nel 1149. Nel 1155 cospirò con altri nobili contro il re Guglielmo I, suo zio, il quale l'anno dopo sedò la rivolta con le armi e mandò in catene Tancredi e suo fratello Guglielmo. Ancora nel 1161 Tancredi partecipò alla sanguinosa rivolta di Palermo: la congiura, fomentata da Matteo Bonello (che l'anno prima aveva assassinato Maione da Bari), prevedeva la deposizione del re Guglielmo il Malo e la salita al trono del giovane Ruggero IV, il primo in successione dinastica. Alla rivolta parteciparono anche i baroni lombardi, capeggiati da Ruggero Sclavo, che avevano territori a Butera, Paternò, Piazza Armerina (allora Piazza) e altri feudi della Sicilia centrale, a causa della politica filoislamica del re Guglielmo I.
Il 9 marzo 1161 Tancredi, con suo zio Simone di Taranto, espugnò il palazzo reale, imprigionando lo stesso re Guglielmo e tutta la famiglia reale. Il palazzo reale fu saccheggiato, documenti distrutti, diversi membri della corte vennero trucidati mentre fu avviata una caccia agli eunuchi che, considerati usurpatori, vennero massacrati a decine. Ma i cospiratori persero l'appoggio popolare e l'insurrezione finì. Gli insorti furono costretti a liberare il re (11 marzo); Tancredi riparò nei territori Aleramici di Butera e Piazza Armerina, da Ruggero Sclavo, facendo massacro della popolazione musulmana dei numerosi casali saraceni presenti nella zona, ma fu catturato dal Re e le due città lombarde furono distrutte nel 1161. Il Re concesse al nipote in cambio del suo perdono l'esilio volontario a Costantinopoli. Qui Tancredi rimase alcuni anni e ritornò in Sicilia solo nel 1166 dopo l'assunzione del trono da parte di Guglielmo II di Sicilia (Guglielmo il Buono).
Durante il regno di Guglielmo II, Tancredi fu suddito fedele del cugino e prese parte a numerose azioni belliche alla guida della flotta siciliana. Nel 1174 comandò una grande flotta siciliana di 284 navi e 80.000 uomini che il re di Sicilia inviava al porto di Alessandria d'Egitto, col pretesto di sostenere i Fatimidi insorti contro il Saladino, ma con la palese intenzione di manifestare la sua potenza sul Mediterraneo; l'insurrezione fatimida tuttavia era stata presto sedata e le ingenti truppe siciliane si ritirarono subito dal porto egiziano per dedicarsi ad azioni di disturbo e di saccheggio sulle coste nordafricane.

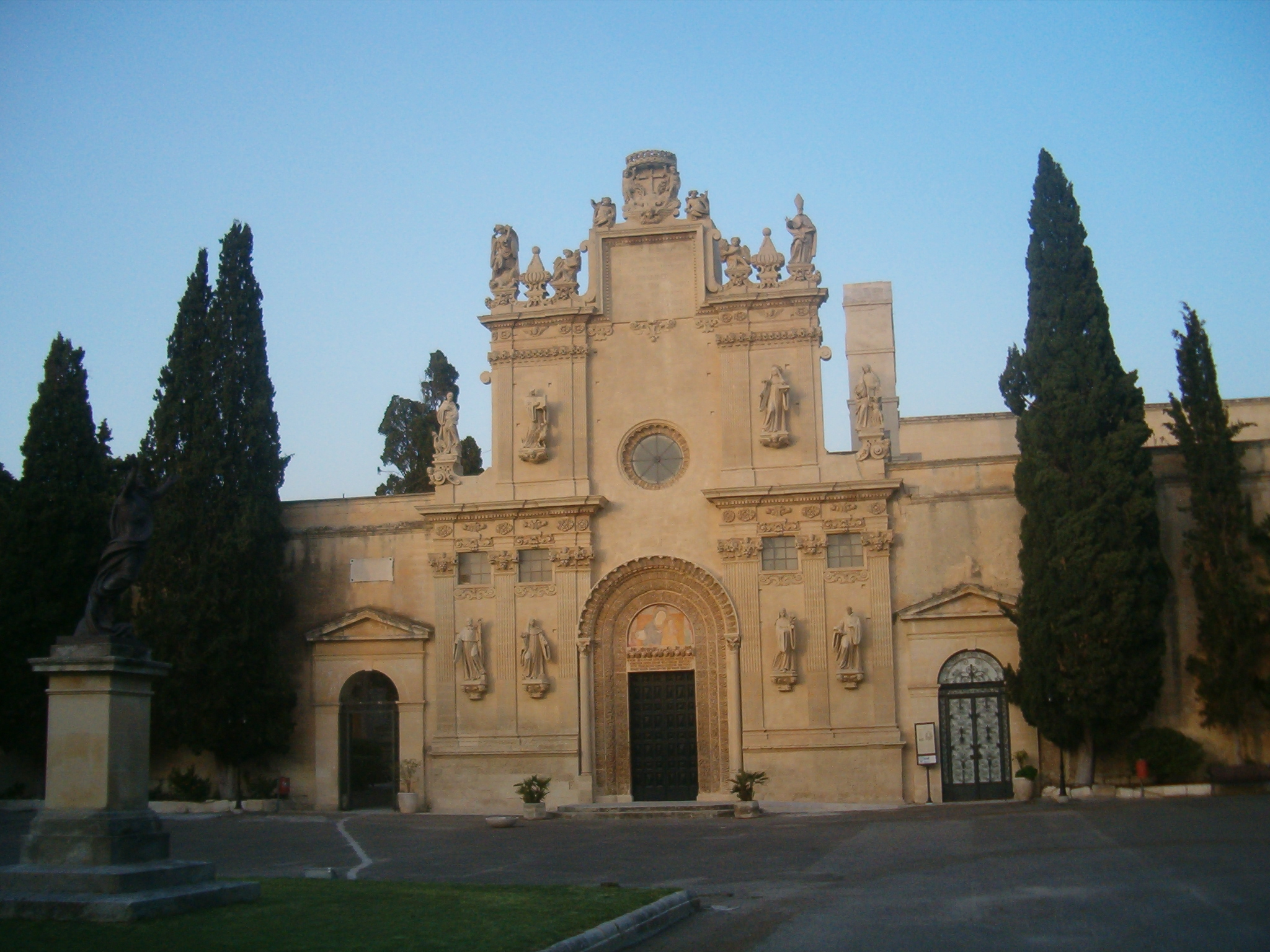
Il monastero benedettino dei Ss. Nicolò e Cataldo a Lecce, fondato da Tancredi nel 1179.

Nel giugno 1185 Tancredi guidò l'enorme flotta siciliana di 300 navi, con 80.000 uomini sotto il comando di Riccardo di Acerra, che giunse a Durazzo per attaccare al cuore l'impero bizantino. Ad agosto Tessalonica, stretta d'assedio per terra e per mare, veniva presa e depredata. L'esercito siciliano subì successivamente una dura sconfitta da parte delle truppe del basileus Isacco II Angelo e nella marcia di ritorno attraverso i Balcani fu decimato, mentre la flotta di Tancredi, sana e salva ritornava in Sicilia.
Nel giugno 1186 Tancredi e Margarito da Brindisi guidarono la flotta siciliana a Cipro (dove il governatore Isacco Comneno di Cipro si era ribellato a Bisanzio), con azione spregiudicata catturarono 70 galee dell'imperatore bizantino Isacco II Angelo procurando la maggiore perdita navale dell'impero d'Oriente con la deportazione in Sicilia dei generali bizantini: in seguito a ciò Margarito fu nominato conte di Zante, Cefalonia e Itaca.
Tancredi fu munifico nei riguardi della contea di Lecce: a lui si deve la costruzione della chiesa e del monastero dei Santi Niccolò e Cataldo (1180) a Lecce; del complesso dell'abbazia di Santa Maria di Cerrate, nei pressi di Casalabate e importanti lavori nella cattedrale di Otranto.

### Re di Sicilia

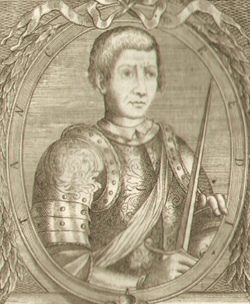
Re Tancredi d'Altavilla (Fondazione Biblioteca Pubblica Arcivescovile "A. De Leo" di Brindisi)

Quando Guglielmo il Buono morì (1189), non essendovi discendenti diretti, si pose il problema della successione. In punto di morte Guglielmo avrebbe indicato la zia Costanza come erede, e obbligato i cavalieri a giurarle fedeltà, accettando a sorpresa le nozze di questa con Enrico VI di Germania, figlio dello svevo Federico Barbarossa. Costanza era figlia legittima di Ruggero II (quindi zia paterna anche di Tancredi), ma allora era molto forte l'opposizione dei cavalieri normanni alla dinastia imperiale sveva in Sicilia, e una parte della corte, sperando anche nell'appoggio papale, simpatizzava per Tancredi, che era riuscito a ottenere una certa stima come comandante militare ed era, per quanto illegittimo, l'ultimo discendente maschio della famiglia Altavilla.
Inoltre, essendo l'imperatore Federico Barbarossa impegnato nella crociata in Terra Santa, Enrico VI e Costanza erano costretti a rimanere nel Regno di Germania, allora in una situazione particolarmente delicata, e a distogliere la loro attenzione dalla Sicilia.
In questo contesto, il 18 gennaio 1190, Tancredi fu incoronato a Palermo re di Sicilia da Matteo da Salerno. Fu lo stesso Matteo da Salerno a esortare papa Clemente III, il quale non vedeva di buon occhio un unico sovrano della casata degli Hohenstaufen come re in Germania e in Sicilia, ad approvare e riconoscere l'elezione di Tancredi.
Nel 1190, sulla via per la Terra Santa, giunsero nel porto di Messina Riccardo Cuor di Leone, re d'Inghilterra, e Filippo II Augusto, re di Francia, con i rispettivi eserciti, apparentemente costretti a una sosta forzata da tempeste invernali fuori stagione: qui vollero incontrare l'abate Gioacchino da Fiore per chiedergli l'esito della nuova crociata. Durante lo stazionamento in Sicilia la conflittualità tra i due re si rianimò poiché Riccardo aveva rotto il fidanzamento con Adele di Francia, sorellastra di Filippo, e si era legato a Berengaria di Navarra. Filippo lasciò Messina non appena poté, il 30 marzo 1191. Invece Riccardo aveva qualcosa da chiarire col re di Sicilia: la sorella Giovanna, vedova da circa un anno del re di Sicilia Guglielmo II il Buono, era stata rinchiusa da Tancredi nel castello della Zisa, senza che le fosse restituita la dote: Riccardo pertanto chiese a Tancredi la liberazione della sorella e la restituzione di tutta la dote.

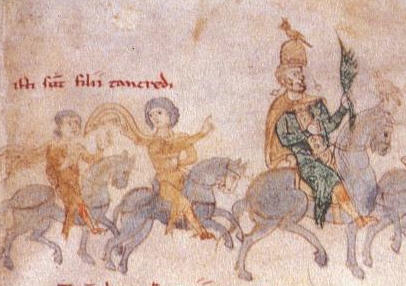
Tancredi con i figli Ruggero III e Guglielmo III, nel Liber ad honorem Augusti

Tancredi liberò Giovanna e restituì solo una parte della dote, per cui Riccardo, adirato, occupò Messina e fece costruire una torre di legno che fu detta Mata Grifon (Ammazza greci). La città subì un feroce saccheggio da parte degli inglesi e lo stesso ammiraglio Margaritone non fece in tempo ad arrivare in porto con la sua flotta, prima che la sua magnifica casa venisse incendiata insieme a tante altre della città (primavera 1191). Tancredi allora, che pure si era presentato con le sue truppe, preferì l'accordo: consegnò a Giovanna altre 20.000 once d'oro e indennizzò Riccardo con altrettante 20.000 once d'oro, in cambio dell'alleanza contro Enrico, il marito di sua zia Costanza, erede di Guglielmo II il Buono. Inoltre era previsto il matrimonio tra una delle figlie di Tancredi e il nipote di Riccardo, Arturo I di Bretagna, in quell'occasione nominato suo erede. La flotta inglese riprese il viaggio verso la Terrasanta solo a maggio.
Quando Enrico VI successe al padre (1191), decise subito di riconquistare il Trono di Sicilia, supportato anche dalla flotta della Repubblica pisana, da sempre fedele all'imperatore. Tuttavia, la flotta siciliana riuscì a battere la flotta pisana; l'esercito di Enrico, anche a causa di una serie di eventi sfortunati (fra tutti una pestilenza), fu decimato. Inoltre, Tancredi riuscì a catturare ed imprigionare a Salerno la zia Costanza, moglie di Enrico. Per il rilascio dell'imperatrice Tancredi pretese che l'imperatore scendesse a patti con un accordo di tregua. Quale gesto di buona volontà, acconsentì a consegnare Costanza a papa Celestino III che si era offerto quale mediatore; durante il viaggio verso Roma, però, il convoglio fu attaccato da una guarnigione imperiale e l'Imperatrice liberata. Tancredi perse così il prezioso ostaggio, e la tregua non venne stipulata.
Nell'agosto 1192 Tancredi faceva sposare il figlio Ruggero, che già nel 1189 aveva nominato duca di Puglia e designato a succedergli al trono, con Irene Angelo (1180-1208), figlia dell'imperatore bizantino Isacco II Angelo: in occasione delle nozze
celebrate nella cattedrale di Brindisi il re fece restaurare l'antica fontana sulla via Appia, nei pressi del porto di Brindisi, che da allora venne denominata Fontana Tancredi.

### La morte e l'avvento degli Svevi
Tancredi morì di una malattia non meglio precisata nel febbraio del 1194, mentre era impegnato in una campagna nella parte peninsulare del regno per ridurre all'obbedienza i suoi vassalli di fede imperiale. Volle essere sepolto nella basilica della Santissima Trinità del Cancelliere, meglio nota come “la Magione”, fondata, tra il 1190 e il 1193, da lui e da Matteo d'Aiello, Cancelliere del Regno. La sua successione fu molto travagliata: il primogenito Ruggero era morto nel 1193 e al suo posto venne designato Re di Sicilia il fratello minore Guglielmo III, di nove anni, con la reggenza della madre Sibilla di Medania.
Enrico VI, nel frattempo, col sostegno delle flotte genovesi e pisane e con la forza delle armi, dopo essersi garantito la neutralità dei Comuni lombardi col trattato di Vercelli del 12 gennaio 1194, sottometteva la Sicilia. Nell'autunno del 1194, ricevette, a Troia, il giuramento di fedeltà dei feudatari rimasti fedeli agli Altavilla. Enrico entrò a Palermo il 30 novembre 1194 e si fece incoronare re di Sicilia insieme a Costanza nella notte di Natale 1194 alla presenza della vedova di Tancredi e di suo figlio Guglielmo III detronizzato in cambio della promessa di rientro in possesso della contea di Lecce.  Appena 4 giorni dopo (28 dicembre) Enrico fece arrestare tutta la famiglia di Tancredi ed i suoi fedelissimi con la scusa di un inesistente complotto, fece disseppellire i resti di Tancredi e Ruggero che, privati delle insegne regali, furono decapitati davanti alla plebaglia e quindi gettati in una fossa comune. Fece quindi imprigionare e poi ardere vivi, tutti i nobili che erano stati fautori di Tancredi, tra cui Margarito da Brindisi (accecato ed evirato), Nicola d’Ajello (figlio di Matteo d’Ajello) arcivescovo di Salerno, Riccardo di Acerra, ecc. Il piccolo Guglielmo fu imprigionato, accecato, evirato e deportato in Germania. La moglie e le figlie di Tancredi imprigionate in un monastero in Alsazia furono liberate solo dopo la morte di Enrico VI (Messina 1197). Fu così posta fine all'esistenza autonoma del Regno di Sicilia.

## Discendenza
Dall'unione di Tancredi con Sibilla di Medania (anche Sibilla di Acerra) nacquero:
- Ruggero (1175-1193), sposò nell'estate del 1192 Irene Angelo (1180-1208), figlia dell'imperatore Isacco Angelo;
- Costanza, sposò nel 1213 Pietro Ziani doge di Venezia (m. 1229);
- Valdrada, sposò Jacopo Tiepolo doge di Venezia;
- Albiria (1180 circa - m. dopo il 1216), Contessa di Lecce, sposò 1) nel 1200 Gualtieri III di Brienne (m. 1205); 2) nel 1205 Giacomo di Sanseverino;
- Guglielmo (1185-1198), Re di Sicilia (24 febbraio - 24 dicembre 1194);
- Medania (?)- sposò Roberto Visconti

## Ascendenza
|                         |                      |                      | Genitori                  |  |  | Nonni |  |  | Bisnonni             |  |  | Trisnonni            |  |
|                         |                      |                      |                           |  |  |       |  |  | Ruggero I di Sicilia |  |  | Tancredi d'Altavilla |  |
|                         |                      |                      |                           |  |  |       |  |  | Ruggero I di Sicilia |  |  | Tancredi d'Altavilla |  |
|                         |                      | Fresenda             |                           |  |  |       |  |  | Ruggero I di Sicilia |  |  |                      |  |
| Ruggero II di Sicilia   |                      |                      |                           |  |  |       |  |  | Ruggero I di Sicilia |  |  |                      |  |
|                         |                      | Adelasia del Vasto   | Manfredo Incisa del Vasto |  |  |       |  |  |                      |  |  |                      |  |
|                         |                      | Adelasia del Vasto   | Manfredo Incisa del Vasto |  |  |       |  |  |                      |  |  |                      |  |
|                         |                      | Adelasia del Vasto   | …                         |  |  |       |  |  |                      |  |  |                      |  |
| Ruggero III di Puglia   |                      | Adelasia del Vasto   |                           |  |  |       |  |  |                      |  |  |                      |  |
|                         |                      | Alfonso VI di León   | Ferdinando I di León      |  |  |       |  |  |                      |  |  |                      |  |
|                         |                      | Alfonso VI di León   | Ferdinando I di León      |  |  |       |  |  |                      |  |  |                      |  |
|                         |                      | Alfonso VI di León   | Sancha I di León          |  |  |       |  |  |                      |  |  |                      |  |
| Elvira di Castiglia     |                      | Alfonso VI di León   |                           |  |  |       |  |  |                      |  |  |                      |  |
|                         |                      | Isabella di Siviglia | Ahmed I di Denia          |  |  |       |  |  |                      |  |  |                      |  |
|                         |                      | Isabella di Siviglia | Ahmed I di Denia          |  |  |       |  |  |                      |  |  |                      |  |
|                         |                      | Isabella di Siviglia | …                         |  |  |       |  |  |                      |  |  |                      |  |
| Tancredi di Sicilia     |                      | Isabella di Siviglia |                           |  |  |       |  |  |                      |  |  |                      |  |
|                         | Goffredo II di Lecce | …                    |                           |  |  |       |  |  |                      |  |  |                      |  |
|                         | Goffredo II di Lecce | …                    |                           |  |  |       |  |  |                      |  |  |                      |  |
|                         | Goffredo II di Lecce | …                    |                           |  |  |       |  |  |                      |  |  |                      |  |
| Accardo II di Lecce     | Goffredo II di Lecce |                      |                           |  |  |       |  |  |                      |  |  |                      |  |
|                         |                      | …                    | …                         |  |  |       |  |  |                      |  |  |                      |  |
|                         |                      | …                    | …                         |  |  |       |  |  |                      |  |  |                      |  |
|                         |                      | …                    | …                         |  |  |       |  |  |                      |  |  |                      |  |
| Emma dei conti di Lecce |                      | …                    |                           |  |  |       |  |  |                      |  |  |                      |  |
|                         |                      | …                    | …                         |  |  |       |  |  |                      |  |  |                      |  |
|                         |                      | …                    | …                         |  |  |       |  |  |                      |  |  |                      |  |
|                         |                      | …                    | …                         |  |  |       |  |  |                      |  |  |                      |  |
| Gunnora/Fenicia         |                      | …                    |                           |  |  |       |  |  |                      |  |  |                      |  |
|                         |                      | …                    | …                         |  |  |       |  |  |                      |  |  |                      |  |
|                         |                      | …                    | …                         |  |  |       |  |  |                      |  |  |                      |  |
|                         |                      | …                    | …                         |  |  |       |  |  |                      |  |  |                      |  |
|                         |                      | …                    |                           |  |  |       |  |  |                      |  |  |                      |  |